# 理教
理教，於公元1621年在天津創教，又稱在理教，歷史上曾稱在礼教，白衣道，各地還有門檻教、理善會、八方道等名稱。清朝中葉後成為公開的宗教團體，清末即已被官方承認，民國17年〈1928〉起正式在政府立案，成為全國性宗教組織。
據統計，理教信徒若以省份論，乃河北第一，江蘇第二，此外山東、河南、安徽、江西以及東北各地，亦有大量信徒，而天津作為理教發源地，為全國最盛的城市，全市教徒不下十餘萬人，北京、上海則分居二、三位。
1949年後，理教在中國大陸消聲遁跡，如今以台灣為主要發展地區。

## 理教的歷史

### 創始人
理教自明末清初，由杨来如創，乃崇祯十六年〈1643年〉癸末科進士。明亡後，不願出仕；顺治十年〈1653年〉三年三月初三日，蒙無極之神〈聖宗古佛〉點化，傳授《在理真經》。後隱居直隸薊州岐山瀾水洞修身養性。康熙四十年〈年〉下山，才開始傳道度人。

### 早期沿革
- 康熙四十五年〈1706年〉返瀾水洞設壇傳道，一時求道者絡繹不絕，據說羊祖於乾隆十八年〈1753年〉六月二十四日了凡〈去世〉，享年133歲。
- 乾隆二十八年〈1763年〉二月初八，尹來鳳〈天津人〉從毛芝蘭處領受大法，受羊祖遺命，為理教二代祖師尹來鳳。
- 乾隆三十年〈1765年〉在天津城西梁家嘴子永豐屯建立理教第一座堂公所，公開積善堂公所活動場地，史稱西老公所，理教由此發揚。
- 清嘉慶年間，理教曾被清廷認為與白蓮教有關而加以鎮壓，至道光年間，據傳道光帝微服出巡時曾到天津理教壇房，見教壇導人向善，認為理教是個正教，返朝後便下了一道御旨，將理教的「總領眾」改為「總領正」，引領大眾走向正確的道路，並要求對理教加以保護輔導，自此公開活動。
- 光緒二十四年〈1898年〉，清廷飭令首都巡警總廳要求理教成立總機構，以免教徒眾多難以管理，乃選定北京前門外大馬神廟吾真堂為總公所，辦理登記。
- 光緒二十六年〈1900年〉，八國聯軍進北京，慈禧太后到長安避難，沿途見貧民百姓吸食鴉片者眾多，喟然長歎，李鴻章及其他重臣乃奏在理教「謹戒菸酒」之律，及其茶膏可對治鴉片煙癮，於是清廷鼓勵民眾參加在理教、並予嘉獎。
- 民國2年（1913年），李毓如、苑文鑒等人聯合北京理門領眾〈領正〉，組織中華全國理善勸戒菸酒總會，獲北洋政府內務部准予立案，並在北方各省發展分支機構。
- 民國14年（1925年）五卅慘案爆發，上海戚飯牛成立“上海理教（五卅慘案）聯合後援後”。同年，在上海成立上海理教聯合會。
- 民國17年（1928年）國民政府定鼎南京，上海理教聯合會發起成立中華全國理教聯合會
- 民國18年（1929年），江蘇江陰縣民薛同曾，控告理教迷信，省府民政廳旋通知治安機構取締理教，勒令停止活動，張一塵及天津蔡俊元、李鼎藻等理教領導人聞訊後，召開海內外理教聯合會，提出抗議，指此舉違憲，並推派代表赴京向中央請願，中央乃令江蘇省府撤銷禁令。
- 民國19年（1930年），江蘇省勸戒菸酒總會經內政部核准，更名為中華理教總會，引起北方理教組織不滿，全國性組織無從落實。
- 民國21年（1932年）中華全國理教聯合會召開第一次籌委會，由張一塵為主席。
- 民國24年（1935年）5月22日，在南京成立中華理教總會，以奉行新生活運動、實行簡樸，並遵總理拒毒遺訓、消弭菸酒，舉辦慈善救濟事業為宗旨，由王有才任主席。並於內政部及南京市府立案，會址設於南京市北瓦巷49號。逐漸成為全國性理教組織。
- 抗戰時期，中華理教總會隨政府西遷，理教未能擴大活動。
- 抗戰勝利後，理教恢復發展，據民國37年（1948年）統計，全國有理教堂公所共4850處，信徒約1400萬餘，其中天津信徒有45萬、上海信徒有22萬餘。國共戰爭爆發後，中共敵視理教，在其佔據區域鎮壓、解散理教活動，如1947-1948年間，安東省各地理教先後自動解散，房產充公；1949年3月，山東魯縣將當地理教負責人曾明文、李曰都、尹福來三人處死，並宣佈理教為反革命組織；上海理教遇仙堂堂主張順寶因在1949年前後發起「保皇起義」，反抗中共，於1951年4月被上海軍管會判處死刑；中共建政後，理教被視為五大會道門之一。如民革人士邱壽銘所言：「革命風暴震撼了全國，理教是迷信機構，為新社會所不容許，乃歸消滅」。各地取締行動，如江蘇省於1954年9月取締中華理教總會組織，1970-1980年代曾於蘇北地區曾一度恢復活動，仍被取締。1955年春，蘭州以當地理教組織長期懸掛蔣中正畫像，具有一定欺騙性，且開壇造謠：「第三次世界大戰即將爆發，蔣介石將反攻大陸……共產黨解放軍抓青年往蘇聯送……」等為由取締。甘肅張掖則於1958年11月，以當地理教係陳立夫控制組織為由取締。此外，也有自動解散的地方，如1951年，天津地區在打擊一貫道等反動會道門後，天津理教人士惴惴不安，主動向中共宗教事務處試探申請，要求取得合法地位，中共國務院宗教事務局回覆稱理門不屬於中國傳統宗教。天津理教徒得到答覆後，審時度勢，認為不宜再繼續活動，於1957年自行宣佈解散，結束了天津理門三百餘年的歷史。上海市在1965年10月尚剩2所理教會堂，因無宗教活動，也隨之關閉。

### 在台灣發展
民國38年（1949年），理教追隨政府播遷台灣。理教領導人之一道首國軍少將高參趙東書於民國39年〈1950年〉春召集自大陸來台的理教信徒商量復教事宜，同年5月25日獲准以「中華理教總會」的名義重新登記。
- 民國40年（1951年）3月4日，趙東書當選為中華理教總會理事長。
- 民國42年（1953年），蔣中正為該教頒題「明禮尚義」。
- 民國43年（1954年），國民大會正式通過議案，確認理教之宗教地位後，中國國民黨中央黨部和中華民國內政部指令撥出台北市中華路一段174號土地〈原日本佛教淨土真宗即西本愿寺之本堂〉，作為「理教總公所」；趙東書出任總領正提點大宗師。
- 民國64年（1975年）4月5日，總公所慘遭回祿之災，損失十分嚴重，趙東書總領正重建總公所未果，於民國69年（1980年）6月30日逝世，理教總公所迄今仍未復建，對教務影響至鉅。
- 民國69年（1980年）7月，鍾翔九繼任總領正提點大宗師。[2]

理教在台發展期間，仍秉承愛國敬親宗旨，配合政府政策，以恢復中華傳統文化為己任，並在東南亞一帶建立傳教堂公所。民國56年（1967年）8月，理教組織教徒遠赴馬來西亞宣傳中國傳統文化及倫理道統，民國74年（1985年），鍾翔九作為台灣宗教團體領袖之一，應邀參加了美国总统雷根的就職典禮。
理教在台灣以台北中華路之「理教總公所」最負盛名，惜遭回祿之災而毀。此外理教還辦理「中華聖理書院文化教育國際推廣學會」來推動中華文化及弘揚聖理。

## 理教现任教宗
2009年1月3日，理教總公所台灣清心堂公所，舉行全體法師會議，推選理教第二十五代教宗，善法世界善弘導師上天下心領正法師眾望所歸，高票當選，成為理教第二十五代教宗，並在董事會的監誓下宣誓就任，毅然負起理教在台中興的大責重任，帶領理教邁開弘法的腳步，以「三教一理惟心地，善法共弘皈真門」的理念，弘揚一切善法，將理教傳播到社會各階層。[16]
2020年，理教第二十五代教宗為弘揚聖理，創辦「中華聖理書院」，並以感恩、立志、堅持、崇實、成就、擔當和使命等十四個字為校訓：感恩是立志的基礎，堅持是崇實的基礎，成就是擔當的基礎。期能開啟眾生本自具足的佛性本體，體會及時修行的重要，共同護持善法，為建立平和真善美德愛的「歡喜共好園區」人間淨土而努力。
2023年，教宗又在這十二個字的校訓外，增加「使命」，使中華聖理書院的校訓成為感恩、立志、堅持、崇實、成就、擔當和使命等十四個字，期許理教的弟子們都能立定弘揚聖理的志向，光大本門，以法脈常流五大洲為最重要的使命。

## 教義與經典
理教祖師羊祖來如，鑑於明末人心陷溺，道德淪亡，認為是政教不能昌明，文化衰落，而引起亂世，尤以鴉片最是流毒，致民族衰弱，從此尊儒家之禮--以倫理忠孝為本、奉佛家之法—以慈悲喜捨為懷、修道家之行—以清靜無為主，匯三家之精華，熔眾理於一爐，信仰南無本師聖宗古佛，以古佛大慈大悲大聖大智之願力，普度眾生。以戒菸、戒酒為兩大戒律，也包括戒淫、盜、妄共五戒。教忠教孝為行道，包括五倫（君臣父子夫婦兄弟朋友）八德（孝、悌、忠、信、禮、義、廉、恥），以為濟世之宗旨。[18]
理教在台復教後，由總領正趙東書自大陸、香港帶來抄稿，先後整理編著《理教史畫》、《理教彙編》、《理教規劃》、《理教述要》以及《聖宗古佛真經集》、《在理真經新解》、《趙總領正理明大法師語錄》、《參經新解》（包括忠、孝、觀音、黃庭等經）、《理教研真錄》等經典。[19]
理教第廿五代教宗上天下心提點大宗師傳承理教天人合一之聖理大道，以「為天地立心，為生民立命，為往聖繼絕學，為萬世開太平」為理教的宗旨，除了開班講經說法外，更積極整理理教經典，編輯《皈依弟子法本》[20]和《聖理大道-四百年來的理教法統與傳承》，亦由弟子記錄整理教宗平日開示之重要內容，出版《師說心語-請學善法》和《師說心語-有理行遍天下》，以弘揚聖理，普渡群生，期能將理教海納百川的大法，傳諸久遠。

## 歷任理教教宗
| 代序   | 姓名/法名     | 籍貫         | 陞退座時間                                      | 了凡或讓賢 | 享壽               |
| ------ | ------------- | ------------ | ----------------------------------------------- | ---------- | ------------------ |
| 始祖   | 楊澤/來如     | 山東即墨縣   | 清順治三年三月初三-乾隆十八年六月二十四日       | 了凡       | 133歲              |
| 第2代  | 尹岩/來鳳     | 直隸鹽山縣   | 乾隆二十年四月初八 - 嘉慶十一年十二月初八       | 了凡       | 78歲               |
| 第3代  | 趙明山/來明   | 天津         | 嘉慶十一年臘月初八-道光三年七月二十一日         | 了凡       | 75歲               |
| 第4代  | 李壽山/來洞   | 天津         | 道光三年七月二十一日-道光十九年正月初一         | 了凡       | 71歲               |
| 第5代  | 殷起龍/復興   | 天津         | 道光十九年二月十九日-同治二年九月十三日         | 了凡       | 68歲               |
| 第6代  | 楊國柱/復華   | 天津         | 同治二年十月六日-同治七年四月二十八日           | 了凡       | 74歲               |
| 第7代  | 張來恩/本惠   | 天津         | 同治七年五月一日-同治十年四月二十八日           | 讓賢       | 76歲               |
| 第8代  | 陸千里/本里   | 天津         | 同治十年四月二十二日-同治十三年五月十日         | 讓賢       | 78歲               |
| 第9代  | 張成依/本成   | 天津         | 同治十三年五月十日-光緒二年五月十日             | 讓賢       | 73歲               |
| 第10代 | 張三山/合義   | 天津         | 光緒二年五月十日-光緒四年五月十日               | 讓賢       | 69歲               |
| 第11代 | 陳蔭五/合信   | 天津         | 光緒四年五月十日-光緒十六年六月十九日           | 了凡       | 64歲               |
| 第12代 | 儲建三/合仁   | 天津         | 光緒十六年六月十九日權法-光緒十九年正月十五日   | 讓賢       | 70歲               |
| 第13代 | 祁海寬/教英   | 宛平         | 光緒十九年正月十五日-光緒二十三年十月一日       | 了凡       | 57歲               |
| 第14代 | 譚瑞崑/教崑   | 天津         | 光緒二十三年十月一日-光緒二十九年十一月十五日   | 了凡       | 80歲               |
| 第15代 | 解生元/教福   | 天津         | 光緒二十九年十一月二十日-光緒三十一年六月二十日 | 了凡       | 78歲               |
| 第16代 | 李世元/教祿   | 河北省       | 光緒三十一年十月一日權法-宣統二年三月一日       | 讓賢       | 77歲               |
| 第17代 | 俞澤生/永賢   | 河北省       | 宣統二年三月一日-宣統三年六月一日               | 讓賢       | 85歲               |
| 第18代 | 劉世儲/永仁   | 河北省       | 宣統三年六月一日-民國3年8月1日                  | 了凡       | 78歲               |
| 第19代 | 蔡俊元/先覺子 | 天津         | 民國3年8月15日-民國20年3月10日                  | 了凡       | 81歲               |
| 第20代 | 李鼎藻/永林   | 河北省       | 民國20年4月10日-民國26年6月1日                  | 了凡       | 76歲               |
| 第21代 | 張鶴亭/圓亭   | 天津市       | 民國26年6月1日- 民國38年                        |            | 時局動盪，吉凶未卜 |
| 第22代 | 趙東書/理明   | 吉林省雙城縣 | 民國39年4月8日-民國69年6月30日                  | 了凡       | 83歲               |
| 第23代 | 鍾翔九/正元   | 遼寧省樓中縣 | 民國69年7月1日-民國79年2月4日                   | 了凡       | 82歲               |
| 第24代 | 周秋江/天江   | 台灣省彰化縣 | 民國79年2月13日-民國94年3月5日                  | 了凡       | 72歲               |
| 第25代 | 陳俊宏/天心   | 台灣省彰化縣 | 民國93年元月初3日                               | 在座       |                    |

## 軼事
北京人以前喜歡藉理教之由而拒绝别人請的菸酒，会婉称自己「在理兒」，或「有门槛」。

## 引用
1. 1 2  李世瑜，〈天津在理教调查报告（1940-1963）〉，收于氏著《社会历史学文集》（天津古籍出版社，2007），页232。
2. 1 2 3  林国平主编，《文化台湾，中华文化在台湾》（北京九州出版社，2007），頁362。
3. 1 2  中华文化基金会，《中華文化百科全書》第4冊（1984），页734。
4. ↑  . 文化部國家文化記憶庫.   [2021-12-16]. （原始内容存档于2021-12-16） （中文（臺灣））.
5. ↑  常锡桢编著，北京土话（北京文津出版社 , 1992），頁41。

1.李世瑜，〈天津在理教調查報告（1940-1963）〉，收于氏著《社會歷史學文集》（天津古籍出版社，2007），頁232。
2.^ 中華民國年鑑社編，《中華民國67年年鑑》（正中書局，1978.12），頁47。
3.^ 3.0 3.1 3.2 3.3 中華文化基金會，《中華文化百科全書》第4冊（1984），頁735-737。
4.^ 邵雍，《中國會道門》（上海人民出版社，1997），頁165-166。
5.^ 5.0 5.1 5.2 濮文起等編，《天津民間宗教史》（山東畫報出版社，2018），頁165-168。
6.^ 蔡鴻源、徐友春編，《民國會社黨派大辭典》（合肥黃山書社，2012），頁90。
7.^ 王雲峰，〈安東的理教公所〉，收於政丹東市文史資料研究委員會編，《丹東文史資料》第5輯（1989），頁139。
8.^ 尹崇智，〈九九歸一的中華里教會〉，收於政協魯山縣文史資料工作委員會編，《魯山文史資料》第22輯（2004），頁160-161。
9.^ 邵雍，《中國現代史辯疑與釋讀》（上海學林出版社，2012），頁98。
10.^ 10.0 10.1 郁有滿著、無錫市史志辦公室編，《江蘇幫會志》（2004），頁38。
11.^ 湖州市地方志辦公室編，《湖州民國史料類纂與研究：個人遺作-邱壽銘專輯》（沈陽出版社，2015），頁162。
12.^ 12.0 12.1 戴晨光，〈蘭州取締反動會道門親歷記〉，收於政協永寧縣委員會文史資料研究委員會，《城關文史資料選輯》第7輯（1999），頁57、63。
13.^ 楊大辛著、天津市政協文史資料委員會編，《津門古今雜譚》（2015），頁274。
14.^ 上海市地方志辦公室著等編，《上海通志（幹部讀本）》（2014），頁621。
15.^ 15.0 15.1 15.2 林國平主編，《文化台灣，中華文化在台灣》（北京九州出版社，2007），頁362。
16.^ 理教總公所，《理教傳統與創新403年—歲次癸卯吉兔年農民曆》〈2023〉，頁2。
17. ^秦葆琦修行心得，〈2020-09-26〉未出版。 
18. ^0 16.1 中華文化基金會，《中華文化百科全書》第4冊（1984），頁734。
19.^ 基隆清善堂公所. 文化部國家文化記憶庫. [2021-12-16]. （原始內容存檔於2021-12-16） （中文（臺灣）
20. ^理教總公所，《理教皈依弟子法本》〈理教總公所出版〉  
21.^ 理教總公所，《聖理大道-四百年來的理教法統與傳承》〈理教總公所出版〉
22. ^秦葆琦主編，《師說心語  請學善法/善弘導師開示》〈中華善法慈善協會出版，民94〉

## 外部鏈接
- 理教 （页面存档备份，存于）